# Mikhaïl Kirponos
Mikhaïl Petrovitch Kirponos (en russe : Михаил Петрович Кирпонос), est un général soviétique, né le 12 janvier 1892 à Vertiïvka, dans le gouvernement de Tchernigov (Empire russe), et décédé le 20 septembre 1941 à Lokhvytsia, en RSS d'Ukraine (Union soviétique).

## Biographie
Kirponos est né dans une famille de paysans pauvres. Il travailla comme forestier jusqu'à son enrôlement dans l'armée. Il rejoignit l'armée avant d'intégrer l'armée[pas clair] en 1915 et de prendre part à la Première Guerre mondiale. Après la Révolution d'Octobre, il entra au Parti bolchevik, s'engagea dans l'Armée rouge et combattit durant la guerre civile russe.
En 1927, il sortit diplômé de l'Académie militaire Frounzé. En 1929, il fut nommé chef du personnel de la 51e division d'infanterie. De 1934 à 1939, il fut commissaire militaire dans une école Militaire à Kazan, dans la République socialiste soviétique autonome tatare.
Le 21 mars 1940, il fut distingué par le titre de Héros de l'Union soviétique pour ses actions durant la guerre soviéto-finlandaise.
En février 1941, il fut affecté au commandement du district militaire de Kiev, au sein du front du Sud. C'est là qu'il se trouvait lorsque débuta l'invasion allemande de l'Union soviétique. Persuadé que les Allemands allaient attaquer, il prend de sa propre initiative des mesures de défense. C'est sur son front que la progression de la Wehrmacht est la moins rapide.
Il commanda le front du Sud durant la bataille d'Ouman, où les forces soviétiques subirent une sévère défaite. Par la suite, ses forces prirent part à la bataille de Kiev. Il fut tué au combat lors de la défense de Kiev, finalement perdue par les Soviétiques en raison de la supériorité allemande[réf. souhaitée].
Mikhaïl Kirponos est enterré dans le parc de la Gloire éternelle, à Kiev.
Plus de soixante ans plus tard et après la dislocation de l'Union soviétique, Kirponos reste très considéré à la fois en Ukraine et en Russie pour son ascendant exemplaire, son courage et sa vaillance militaire.